# Setepenre
Setepenre o Sotepenre (Akhetaton, c.1343 aC – Akhetaton, c.1339/1338 aC) va ser una princesa egípcia de la XVIII dinastia. Era la sisena i última filla del faraó Akhenaton i la Gran Esposa Reial Nefertiti. El seu nom significa "Escollida de Ra".

## Família
Setepenre va néixer al voltant del novè a l'onzè any de regnat del seu pare Akhenaton a la ciutat d'Akhetaton. Tenia cinc germanes grans anomenades Meritaton, Meketaton, Ankhesenpaaton, Neferneferuaton Taixerit i Neferneferure.

## Vida
Una de les primeres representacions de Setepenre és la d'un fresc de la casa del rei a Amarna. Apareix representada asseguda a la falda de la seva mare Nefertiti. El fresc està molt malmès i només és visible una petita mà de Setepenre. El fresc s'ha datat a l'any 9 d'Akhenaton aproximadament, i s'hi mostra tota la família.
La següent vegada que les sis princeses apareixen juntes va ser l'any 12 d'Akhenaton, al vuitè dia del segon mes d'hivern, durant l'anomenada "recepció de tributs estrangers". Aquest esdeveniment es va representar les tombes d'Amarna de Meryre II i Huya. A la tomba de Meryre II, Akhenaton i Nefertiti hi apareixen asseguts en un entarimat, rebent tribut de terres estrangeres. Les filles de la parella reial es mostren dempeus darrere dels seus pares. Setepenre és l'última filla del registre inferior, darrere de la seva germana Neferneferure, que sosté una gasela. A Setepenre se la mostra allargant el braç per acaronar la gasela.

## Mort i enterrament
Al mur C de l'habitacióα α de la Tomba Reial d'Akhenaton s'enumeren els noms de cinc princeses, el de Neferneferure està emblanquinat i només es representen quatre de les princeses. Probablement això significa que Setepenre va morir abans la Neferneferure, cap a l'any 13 o 14, abans d'arribar al seu sisè aniversari. Com que no apareix a la paret B de la sala γ, on la família reial plora la mort de la segona princesa Meketaton, fa pensar que també morís abans que Meketaton, potser fins i tot abans que la construcció de la tomba reial estigués prou avançada com per a permetre'n l'enterrament. Probablement va ser la primera de les princeses a morir. És possible que el seu cos fos traslladat posteriorment a la salaα del sepulcre α reial.